# 陸綺華
陸綺華（英語：Angela Luk Yee-wah），香港公務員。陸在1978年加入政府擔任房屋事務助理，曾在貿易處、規劃環境地政局、公務員事務科等政策局及部門工作。她在1998年前後出任民政事務總署助理處長，並曾隨團出訪新加坡，考察當地私人大廈管理、地區層面的社區建設等方面的經驗。她在1999年前後調至衞生福利局出任首席助理局長（衛生），並出任愛滋病預防及護理委員會的官方委員。其職位後因架構重組，改稱衞生福利及食物局首席助理秘書長。陸其後在2005年前後調任影視及娛樂事務管理處助理處長，分管娛樂事務；並在2009年10月22日接替袁貞爾出任灣仔民政事務專員。陸綺華在2016年3月退休，其專員一職由陳天柱接任。

## 資料來源
1. 1 2  . www.info.gov.hk.   [2023-09-07]. （原始内容存档于2023-09-07）.
2. ↑  . www.info.gov.hk.   [2023-09-07]. （原始内容存档于2023-09-07）.
3. ↑  . www.info.gov.hk.   [2023-09-07]. （原始内容存档于2023-09-07）.
4. ↑   (PDF).   [2023年9月7日]. （原始内容存档 (PDF)于2023年9月7日）.
5. ↑  . www.ftuclinics.org.hk.   [2023-09-07]. （原始内容存档于2023-09-07）.
6. ↑   (PDF).   [2023-09-07]. （原始内容存档 (PDF)于2023-09-07）.
7. ↑   (PDF).   [2023-09-07]. （原始内容存档 (PDF)于2023-09-07）.
8. ↑  ,   [2023-09-07], （原始内容存档于2023-09-07） （中文（中国大陆））
9. ↑  . www.info.gov.hk.   [2023-09-07]. （原始内容存档于2022-05-18）.

| 政府职务        | 政府职务                                        | 政府职务        |
| --------------- | ----------------------------------------------- | --------------- |
| 前任者： 袁貞爾 | 灣仔民政事務專員 2009年10月22日 - 2016年3月21日 | 繼任者： 陳天柱 |